# Merseyside Police
La Merseyside Police (Polizia del Merseyside) è la forza di polizia territoriale inglese che serve il Merseyside nel nord-ovest dell'Inghilterra. È stata fondata nel 1974, contemporaneamente alla contea. La sua sede è a Liverpool. In termini di numero di ufficiali, la forza è l'ottava più grande delle 48 forze di polizia del Regno Unito. Tuttavia, in termini di area geografica di responsabilità, è la terza più piccola delle forze di polizia territoriali dopo la City of London Police e la Cleveland Police. La forza è guidata dal Chief constable Andy Cooke.
La forza è subordinata alla Merseyside Police Authority, che consiste di nove rappresentanti eletti della comunità locale, tre giudici e cinque membri indipendenti.
L'autorità di polizia dentro e intorno ai tunnel del Mersey ha aggiunto una forza separata, la Mersey Tunnels Police.

## Capi della polizia
- 1974 – 1975 - Sir James Haughton
- 1976 – 1989 - Sir Kenneth Oxford
- 1989 – 1998 - Sir James Sharples
- 1998 – 2004 - Sir Norman Bettison
- 2004 – 2009 - Sir Bernard Hogan-Howe
- ottobre 2009 – gennaio 2010 - Bernard Lawson (Chief constable ad interim)
- febbraio 2010 – giugno 2016[1] - Sir Jonathan Murphy[2]
- dal luglio 2016 - Andy Cooke[3]